# Boarmia zaloschema
Boarmia zaloschema är en fjärilsart som beskrevs av Turner 1917. Boarmia zaloschema ingår i släktet Boarmia och familjen mätare. Inga underarter finns listade i Catalogue of Life.